# Grondwet in zeventien artikelen
De Grondwet in zeventien artikelen (十七条憲法, "jūshichijō kenpō") is, volgens de Nihonshoki van 720, een document geschreven door de Japanse Prins Shotoku Taishi in 604 en werd aangenomen tijdens het bewind van keizerin Suiko. De nadruk van het document ligt niet zozeer op de basiswetten waarmee de staat moest worden bestuurd, maar het is eerder een verhandeling over de aard van rechtvaardig bestuur. De ideologie is het confucianisme gecentreerd op het boeddhisme verweven met juridische elementen.
De grondwet bepaalt op een duidelijke manier, de plichten, de moraal en de deugden van de overheid, de ambtenaren en de onderdanen en wat er van hen wordt verwacht om een goede werking van de staat te verzekeren. De keizer wordt beschouwd als de hoogste autoriteit. Het begrip "harmonie" (wa) kreeg een prominente plaats in de grondwet. Een ander belangrijk kenmerk, de nadruk ligt op de "eliminatie van dogmatisme" en "het belang van discussie".

## Fragmenten uit de 17 artikelen
- Harmonie moet worden gewaardeerd en kwaadaardige weerstand vermeden. (Uit Artikel 1.)
- Aanbid oprecht de Drie Juwelen: Boeddha, de Dharma (de leer van Boeddha) en de Sangha (de boeddhistische gemeenschap). (Uit Artikel 2.)
- Wanneer u keizerlijke bevelen ontvangt, moet u ze nauwgezet opvolgen. (Uit Artikel 3.)
- Ministers en ambtenaren zouden fatsoenlijk gedrag tot hun leidende beginsel moeten maken, want fatsoenlijk gedrag is het leidende beginsel van het regeren van het volk. (Uit Artikel 4.)
- Verbeter wat slecht is en moedig aan wat goed is. (Uit Artikel 6.)
- Laat ieder zijn eigen taak hebben en laat de plichten elkaar niet overlappen. (Uit Artikel 7.)
- De taak van een minister is zich af te keren van wat privé is en zich te richten op het publieke. (Uit Artikel 15.)
- Beslissingen over belangrijke kwesties mogen niet door één persoon worden genomen. (Uit Artikel 17.)